# (2309) Mr. Spock
Pour les articles homonymes, voir Spock.
(2309) Mr. Spock est un astéroïde de la ceinture principale découvert le 16 août 1971 par l'astronome James B. Gibson. Il fait plus de 21 kilomètres de diamètre.
Le découvreur de l'astéroïde l'a été baptisé en référence à son chat, nommé d'après Mr Spock, le personnage de fiction de la série télévisée Star Trek, originaire de la planète fictive Vulcain (différente de l'hypothèse Vulcain). C'est le seul astéroïde nommé d'après un chat, puisque l'Union Astronomique Internationale décourage la pratique de nommer les astéroïdes d'après des animaux de compagnie.